# 日本橋小網町
日本橋小網町（日语：／ Nihonbashi-koamichō */?）是東京都中央區的地名。屬舊日本橋區。

## 地理
町域大部分面向日本橋川。
河川、橋
- 日本橋川
  - 鎧橋
  - 茅場橋

## 歷史
1976年（昭和51年）實施新住居，一部分編入日本橋人形町，廢除丁目，成為現行的「日本橋小網町」。

### 地名由來
傳聞是漁民在此曬網而得名。

## 地域
公園
- 茅場橋北兒童遊園
- 小網町兒童遊園

機關
- 久松警察署（日语：久松警察署）（所在地：日本橋久松町）
- 日本橋消防署（所在地：日本橋兜町）

企業
- 第一三共保健（日语：第一三共ヘルスケア）本社
- 日刊工業新聞社（日语：日刊工業新聞）本社

## 觀光

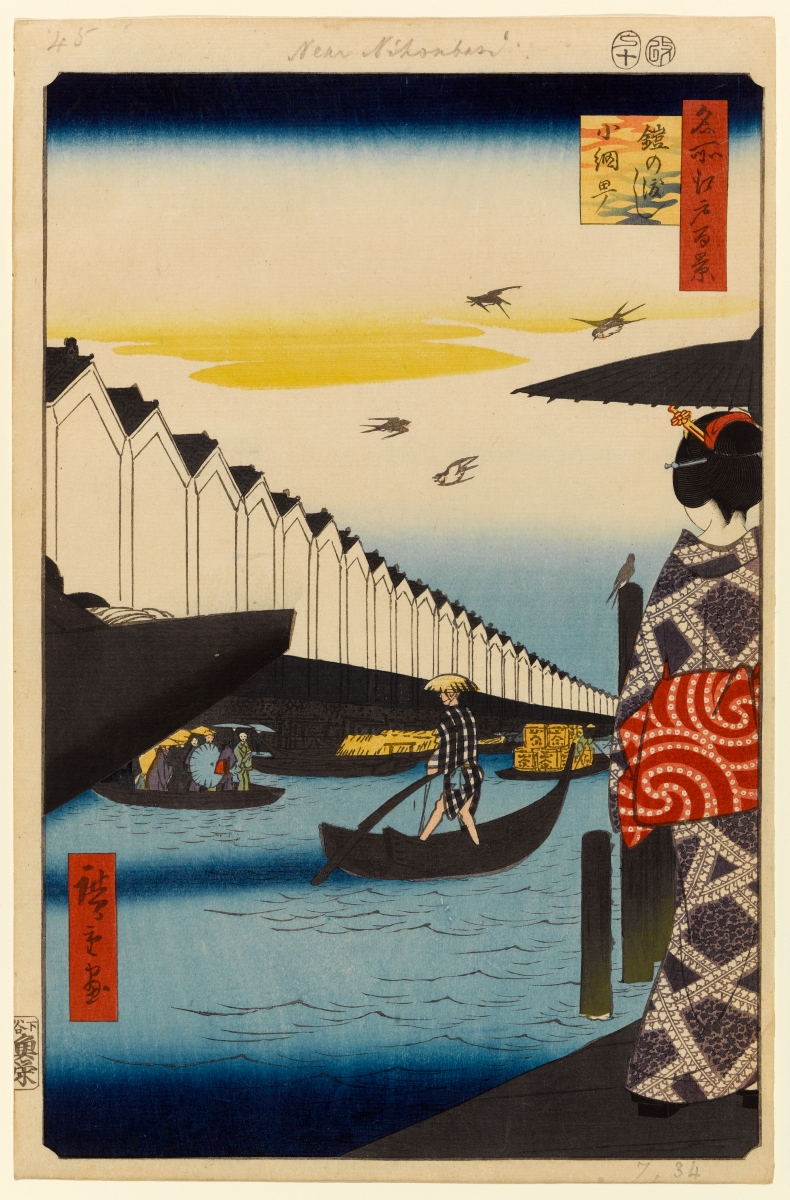
名所江戶百景「鎧の渡し」兜町大原稻荷神社邊望向小網町河岸

景點、古蹟
- 小網神社－1466年創建
- 鎧の渡し

## 交通
巴士
- 都營巴士錦11 蠣殼町
- 都營巴士東22乙 蠣殼町 - 僅平日運行。

道路
- 東京都道、千葉縣道50號東京市川線（日语：東京都道・千葉県道50号東京市川線）（新大橋通）

首都高速道路、出入口
- 首都高速6號向島線

## 備註
1. ↑  町丁目別世帯数男女別人口　中央区ホームページ  平成25年8月1日現在 的存檔，存档日期2013-03-12.
2. ↑  日本橋蛎殻町地区 　中央区ホームページ 的存檔，存档日期2013-03-12.